# Glucosio 1-deidrogenasi (NADP+)
La glucosio 1-deidrogenasi (NADP+) è un enzima appartenente alla classe delle ossidoreduttasi, che catalizza la seguente reazione:
D-glucosio + NADP+ ⇄ D-glucono-1,5-lattone + NADPH + H+
L'enzima ossida anche D-mannosio, 2-deossi-D-glucosio e 2-ammino-2-deossi-D-mannosio.